# Conny Torstensson
Conny Torstensson (ur. 28 sierpnia 1949 w Lofcie) – były szwedzki piłkarz występujący na pozycji napastnika.

## Kariera klubowa
Torstensson zawodową karierę rozpoczynał w 1968 roku w klubie Åtvidabergs FF. W 1970 oraz 1971 zdobywał z nim Puchar Szwecji, a także wywalczał wicemistrzostwo Szwecji. W 1972 oraz 1973 zdobył z klubem mistrzostwo Szwecji. W 1973 roku trafił do niemieckiego Bayernu Monachium. W Bundeslidze zadebiutował 5 stycznia 1974 w przegranym 2:4 meczu z Fortuną Düsseldorf. 19 stycznia 1974 w wygranym 1:0 spotkaniu z Rot-Weiss Essen strzelił pierwszego gola w trakcie gry w Bundeslidze. W Bayernie Torstensson spędził cztery sezony. W tym czasie zdobył z klubem trzy Puchary Mistrzów (1974, 1975, 1976), mistrzostwo RFN (1974) oraz Puchar Interkontynentalny (1976).
W 1977 roku odszedł do szwajcarskiego FC Zürich. W 1978 roku powrócił do Åtvidabergs FF. W 1979 roku dotarł z nim do finału Pucharu Szwecji, gdzie jego klub uległ jednak IFK Göteborg. W 1980 roku Torstensson zakończył karierę. Potem przez krótki czas trenował Åtvidabergs FF.

## Kariera reprezentacyjna
W reprezentacji Szwecji Torstensson zadebiutował 15 października 1972 w wygranym 7:0 meczu eliminacji Mistrzostw Świata 1974 z Maltą. W 1974 roku został powołany do kadry na Mistrzostwa Świata. Zagrał tam w pięciu z sześciu spotkań swojej drużyny - z Bułgarią (0:0), Urugwajem (3:0), Polską (0:1), RFN (2:4) oraz Jugosławią (2:1). W tym ostatnim strzelił także gola. Ostatecznie tamten mundial Szwedzi zakończyli na drugiej rundzie. W 1978 roku Torstensson po raz drugi wystąpił na Mistrzostwach Świata. Zagrał na nich tylko w meczu Austrią (0:1). Z tamtego turnieju Szwedzi odpadli po fazie grupowej. W latach 1972–1979 w drużynie narodowej Torstensson rozegrał w sumie 40 spotkań i zdobył 7 bramek.